# NGC 7579
NGC 7579 é uma galáxia  localizada na direcção da constelação de Pegasus. Possui uma declinação de +09° 26' 02" e uma ascensão recta de 23 horas, 17 minutos e 38,8 segundos.
A galáxia NGC 7579 foi descoberta em 5 de Outubro de 1864 por Albert Marth.